# Ротовиус, Исак

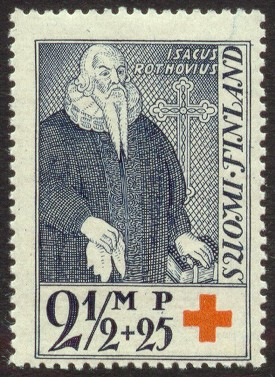
И. Ротовиус на почтовой марке Финляндии, 1933

Исак (Исаак) Ротовиус (швед. Isak Rothovius, лат. Isaacus Rothovius; 1 ноября 1572, Angelstad socken — 10 февраля 1652, Або) — финский церковный деятель, епископ Або ныне Турку (1627—1652).
Сын шведского фермера. Обучался в нескольких гимназиях. В 1595 году отправился в Уппсальский университет. В 1597 году стал учителем Акселя Оксеншерна, будущего государственного деятеля, риксканцлера (1612—1654) при Густаве II Адольфе и его братьев Кристера Оксеншерна и Габриэля Оксеншерна, с которыми в том же году отправился в Германию. Посещал университеты в Ростоке и Виттенберге. Будучи в Виттенберге, в 1602 году И. Ротовиус получил степень магистра философии.
В 1602 году был рукоположен в священники. Позже вернулся на родину и в 1603 году был назначен викарием Нючепинга, в этой должности служил до 1627 года.
В 1627 году назначен епископом Або ныне Турку . Приехав на место будущей службы, И. Ротовиус не мог говорить по-фински. Он в то время считал финнов (особенно в первые годы его правления) варварами.
Епископ Ротовиус заставил финскую евангелическо-лютеранскую церковь и её священников изменить некоторые из привычных обрядов, таких как чтение отрывков из Библии с разных сторон церкви и ношение разноцветных предметов одежды, которые напоминали ему о финской католической церкви. Наиболее заметными достижениями епископа Ротовиуса были его помощь в ускорении перевода всей Библии на финский язык (завершено в 1642 году), а также в превращении в 1630 году Кафедральной школы Або (Турку) в гимназию и поддержка в 1640 году создания Академии Або.
Похоронен в Кафедральном соборе Турку. 6 апреля 1693 года в одном склепе с епископом был похоронен учёный Элиас Тилландс.